# Платтвілл (Іллінойс)
Платтвілл (англ. Plattville) — селище (англ. village) в США, в окрузі Кендалл штату Іллінойс. Населення — 220 осіб (2020).

## Географія
Платтвілл розташований за координатами 41°32′1″ пн. ш. 88°23′7″ зх. д. / 41.53361° пн. ш. 88.38528° зх. д. (41.533569, -88.385185).  За даними Бюро перепису населення США в 2010 році селище мало площу 5,89 км², уся площа — суходіл. В 2017 році площа становила 6,44 км², уся площа — суходіл.

## Демографія
Згідно з переписом 2010 року, у селищі мешкали 242 особи в 86 домогосподарствах у складі 65 родин. Густота населення становила 41 особа/км².  Було 88 помешкань (15/км²).
Расовий склад населення:
| - 95,5 % — білих - 4,1 % — осіб інших рас |

До двох чи більше рас належало 0,4 %. Частка іспаномовних становила 5,0 % від усіх жителів.
За віковим діапазоном населення розподілялося таким чином: 25,2 % — особи молодші 18 років, 63,2 % — особи у віці 18—64 років, 11,6 % — особи у віці 65 років та старші. Медіана віку мешканця становила 38,0 року. На 100 осіб жіночої статі у селищі припадало 110,4 чоловіків;  на 100 жінок у віці від 18 років та старших — 118,1 чоловіків також старших 18 років.
Середній дохід на одне домашнє господарство  становив 84 243 долари США (медіана — 95 156), а середній дохід на одну сім'ю — 90 941 долар (медіана — 96 563). За межею бідності перебувало 8,4 % осіб, у тому числі 11,1 % дітей у віці до 18 років та 4,2 % осіб у віці 65 років та старших.
Цивільне працевлаштоване населення становило 128 осіб. Основні галузі зайнятості: освіта, охорона здоров'я та соціальна допомога — 29,7 %, роздрібна торгівля — 9,4 %, мистецтво, розваги та відпочинок — 9,4 %.